# Кореец (малый противолодочный корабль)
«Кореец» (МПК-222) — малый противолодочный корабль проекта 1124М (шифр «Альбатрос», кодовое обозначение НАТО — Grisha III class corvette). Предназначен для обнаружения и уничтожения подводных лодок противника в ближней морской зоне.

## История строительства
Корабль заложен на Хабаровском судостроительном заводе им. 60-летия СССР 7 января 1987 года, спущен на воду 29 апреля 1987 года, вошел в состав флота 28 февраля 1990 года.

## Вооружение
- 76-мм артиллерийская установка АК-176
- 30-мм артиллерийская установка АК-630М
- Пусковая установка зенитно-ракетного комплекса «Оса-МА»
- реактивная бомбометная установка РБУ-6000 «Смерч-2»
- 2 спаренных 533 мм торпедных аппарата
- 12 глубинных бомб или 18 мин

### Радиотехническое вооружение
- Комплекс РЭБ ПК-16 (2 ПУ КЛ-101) — выстрелы АЗ-ТСП-60УМ
- РЛС общего обнаружения МР-755 «Фрегат-МА1»
- РЛС РТР «Бизань-4Б»
- НРЛС «Дон»
- Аппаратура госопознавания «Никель-КМ»
- Радиопеленгатор АРП-50Р
- ГАС МГ-335 «Платина»
- ОГАС МГ-339Т «Шелонь»
- ГАС звукоподводной связи МГ-26 «Хоста»
- ГАС КМГ-12 «Кассандра»
- ГАС приема сигналов гидроакустических буев МГС-407К
- Станция обнаружения теплового кильватерного следа ПЛ МИ-110КМ
- Станция обнаружения радиационного кильватерного следа ПЛ МИ-110Р

## История службы
26 июля 1992 года на МПК-222 торжественно спущен флаг ВМФ СССР и поднят Андреевский флаг.
В 1994 году при проведении организационно–штатных мероприятий КТОФ МПК-222 перечислен в состав 11 ДНПЛК 47 БрКОВР и перешёл из залива Владимира к новому месту базирования в бухту Парис во Владивостоке.
В 1998 году проведены очередные организационно–штатные мероприятия КТОФ, после которых МПК-222 вошёл в состав 11 ДНКОВР 165 БрНК, созданной на базе расформированных 47 БрКОВР и 165 БрРКА.
По инициативе «Ассоциации корейцев России» с 24 ноября 2003 года МПК-222 переименован в «Кореец», в честь подвига экипажа канонерской лодки «Кореец» проявленным в сражении с японской эскадрой при Чемульпо совместно с экипажем крейсера «Варяг».
С 10 по 14 февраля 2004 года МПК «Кореец» с другими боевыми кораблями КТОФ под флагом Командующего КТОФ адмирала Фёдорова В.Д. посетил корейский порт Инчхон (бывший Чемульпо) с дружественным визитом, посвящённый столетней годовщине со дня героической гибели крейсера «Варяг» и канонерской лодки «Кореец» в период русско–японской войны 1904–1905 годов.
28 сентября 2007 года МПК «Кореец» в простых гидрометеорологических условиях получил серьёзные повреждения корпуса, винто-рулевой группы и радиотехнического вооружения наскочив на отмель в районе северной кромки рифа около камня Приглубый в Уссурийском заливе.

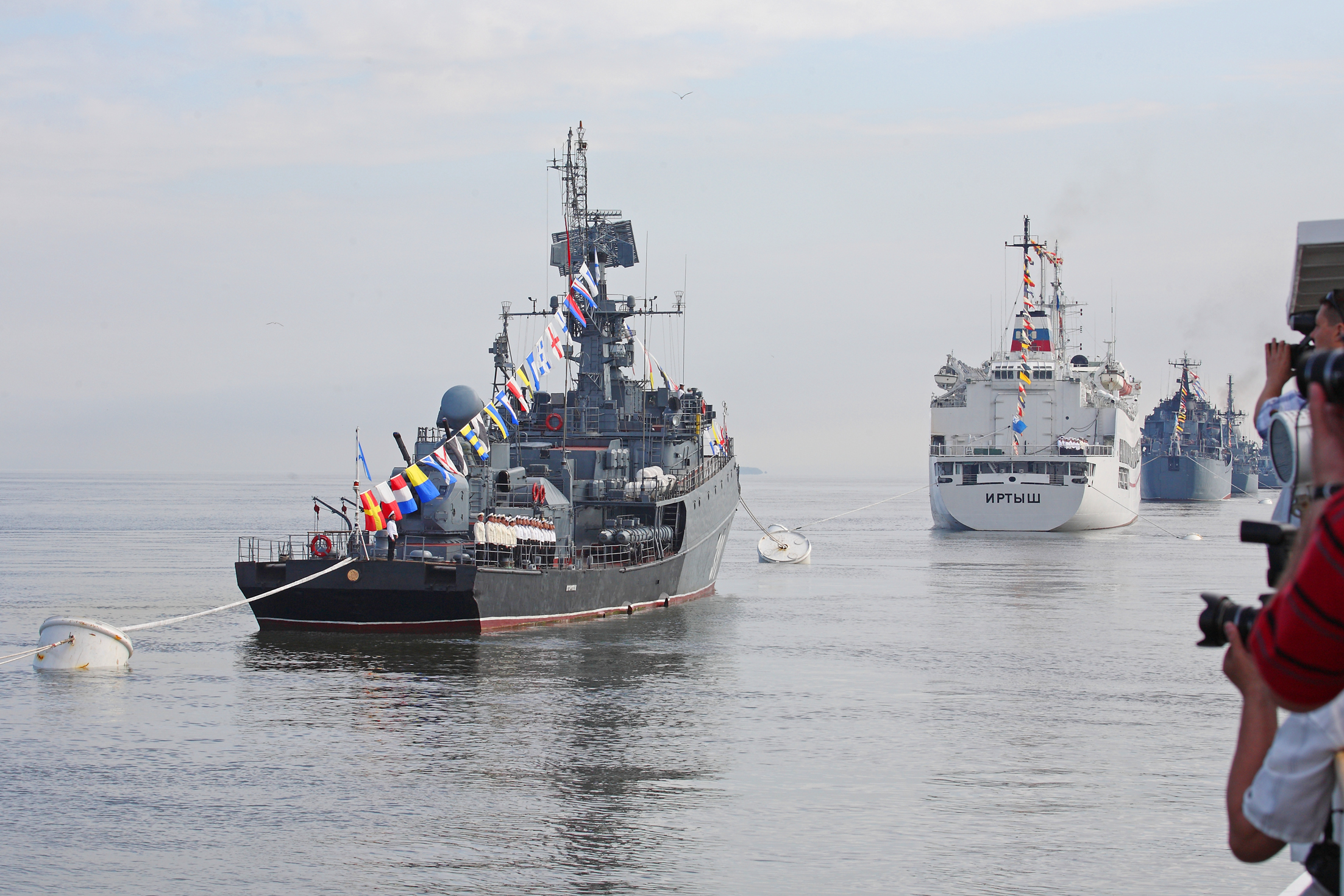
МПК «Кореец» на параде кораблей в день ВМФ. Владивосток, 2009 год

В 2009 и 2010 году участвовал в параде кораблей посвященному Дню ВМФ во Владивостоке.
В 2011 году МПК «Кореец» участвовал в учениях в Амурском заливе, по поиску и уничтожению ДЭПЛ, выполнены пуски торпед и снарядов РБУ-6000.
Малый противолодочный корабль 390 МПК-222 «Кореец» на YouTube
По состоянию на январь 2016 года МПК «Кореец» находится в боевом составе ВМФ РФ в составе 11-го дивизиона кораблей охраны водного района 165-й бригады надводных кораблей с базированием на Владивосток.

## Командиры МПК
- 1988—1993 капитан-лейтенант Притуляк Александр Витальевич
- 1993—1995 капитан-лейтенант Дударев Игорь Леонидович
- 1995—1996 капитан-лейтенант Лось Сергей Анатольевич
- 1997—1998 капитан-лейтенант Москалёв Вячеслав Викторович 2002
- Капитан 3-го ранга −2007 капитан 3-го ранга Пасечник Богдан Александрович

Фиалковский Дмитрий
- 2017 — по 2020 капитан 3-го ранга Козюков Валерий Фёдорович
- 2020 — по н.в. Капитан 3-го ранга Падалка Павел Владимирович

## Бортовые номера
- С 1990 года — 328
- С 2004 года — 390